# Benthamia
Benthamia A.Rich., 1828 è un genere di piante della famiglia delle Orchidacee.
Il nome del genere è un omaggio al botanico britannico George Bentham (1800-1884).

## Descrizione
Comprende specie terrestri e qualche specie epifita, con fusti eretti e una o più foglie, lanceolate, ovate o ellittiche, disposte alla base del fusto. L'infiorescenza è eretta, a spiga, con un mumero variabile di fiori di piccole dimensioni, di colore variabile dal bianco, al giallo al verde; sepali e petali sono di lunghezza simile; il labello è in genere più grande, spesso trilobato, con uno sperone corto, cilindrico, clavato o scrotiforme; il gimnostemio è corto, eretto, e contiene due pollini granulari.

## Distribuzione e habitat
Il genere è endemico del Madagascar e delle isole Mascarene.

## Tassonomia
Comprende le seguenti specie:
- Benthamia africana (Lindl.) Hermans
- Benthamia bathieana Schltr.
- Benthamia boiteaui Hervouet
- Benthamia bosseri Hervouet
- Benthamia calceolata H.Perrier
- Benthamia catatiana H.Perrier
- Benthamia chlorantha (Spreng.) Garay & G.A.Romero
- Benthamia cuspidata H.Perrier
- Benthamia dauphinensis (Rolfe) Schltr.
- Benthamia elata Schltr.
- Benthamia exilis Schltr.
- Benthamia flavida Schltr.
- Benthamia glaberrima (Ridl.) H.Perrier
- Benthamia herminioides Schltr.
- Benthamia humbertii H.Perrier
- Benthamia longicalceata H.Perrier
- Benthamia macra Schltr.
- Benthamia madagascariensis (Rolfe) Schltr.
- Benthamia majoriflora H.Perrier
- Benthamia melanopoda Schltr.
- Benthamia misera (Ridl.) Schltr.
- Benthamia monophylla Schltr.
- Benthamia nigrescens Schltr.
- Benthamia nigrovaginata H.Perrier
- Benthamia nivea Schltr.
- Benthamia perfecunda H.Perrier
- Benthamia perularioides Schltr.
- Benthamia praecox Schltr.
- Benthamia procera Schltr.
- Benthamia rostrata Schltr.
- Benthamia verecunda Schltr.